# Gibberula boulmerkae
Espèce
Gibberula boulmerkae est une espèce de mollusques gastéropodes marins de la famille des Cystiscidae. 

## Systématique
L'espèce Gibberula boulmerkae a été décrite en 2015 par le malacologiste espagnol Jesús Ángel Ortea (d),.

## Étymologie
Son épithète spécifique, boulmerkae, lui a été donnée en l'honneur d’Hassiba Boulmerka, athlète algérienne championne olympique.

## Publication originale
(es) « Descripción de 21 especies de Gibberula Swainson, 1840 (Mollusca: Gastropoda: Cystiscidae) en honor de 21 mujeres distinguidas con el Premio Príncipe de Asturias », Revista de la Academia Canaria de Ciencias,‎ décembre 2015, p. 137-187 (lire en ligne, consulté le 8 mai 2023)